# Parco nazionale di Deosai
Il parco nazionale di Deosai (in urdu: .دیوسائی نیشنل پارک) è un'area naturale protetta e una pianura alpina d'alta quota del Pakistan settentrionale.  Si trova all'interno del distretto di Skardu nel Gilgit-Baltistan. Le pianure di Deosai (Deosai Plains) hanno un'altitudine media di 4114 m s.l.m..

## Etimologia

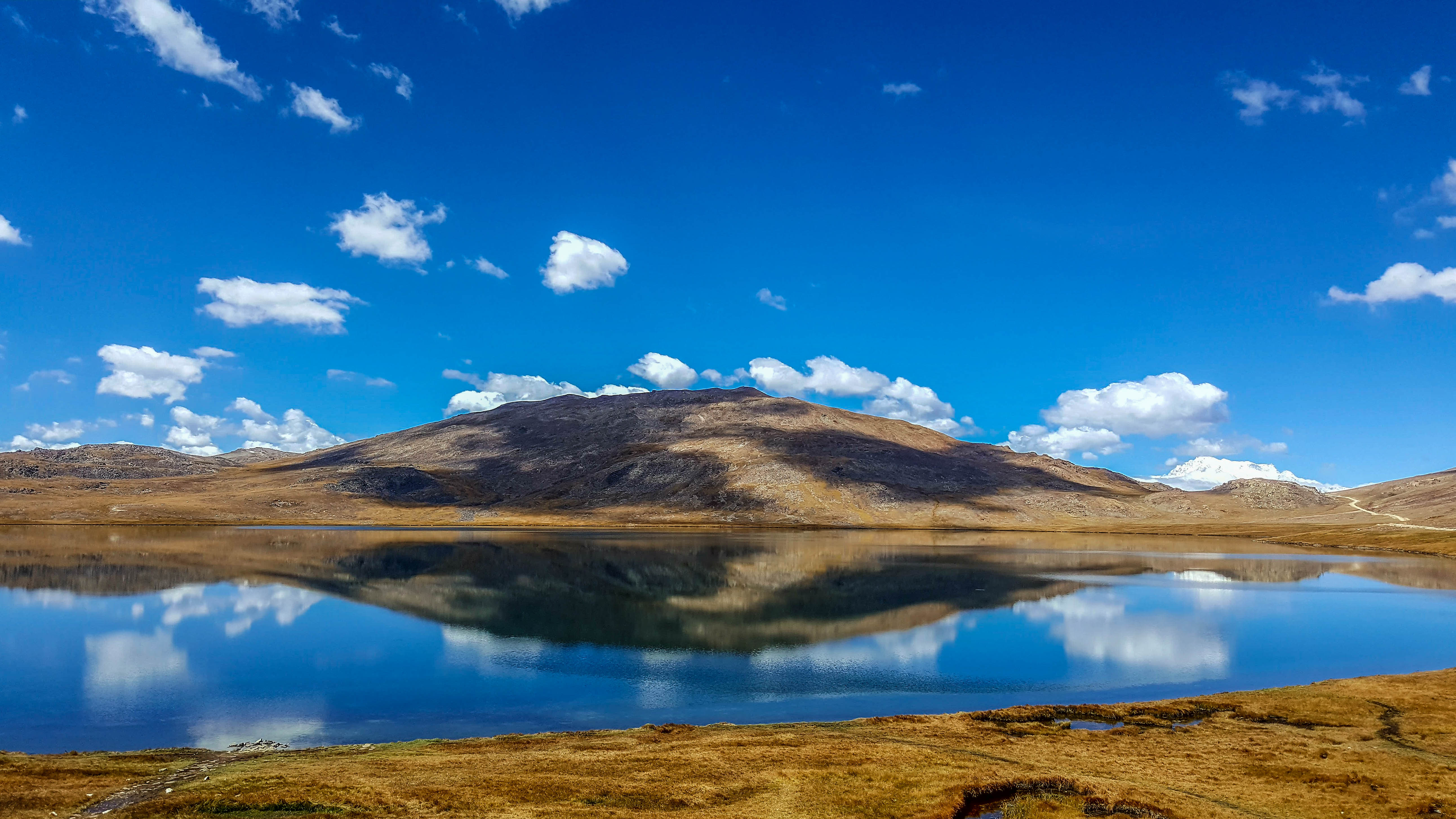
Il lago Sheosar si trova nella parte occidentale del parco nazionale di Deosai

"Deosai" (in urdu: دیوسای٘i) significa "la terra dei giganti" in Urdu. I Balti chiamano questo luogo "Ghbiarsa" (in balti: غبیارسہ) che significa "posto dell'estate" perché è accessibile solo in questa stagione.

## Territorio

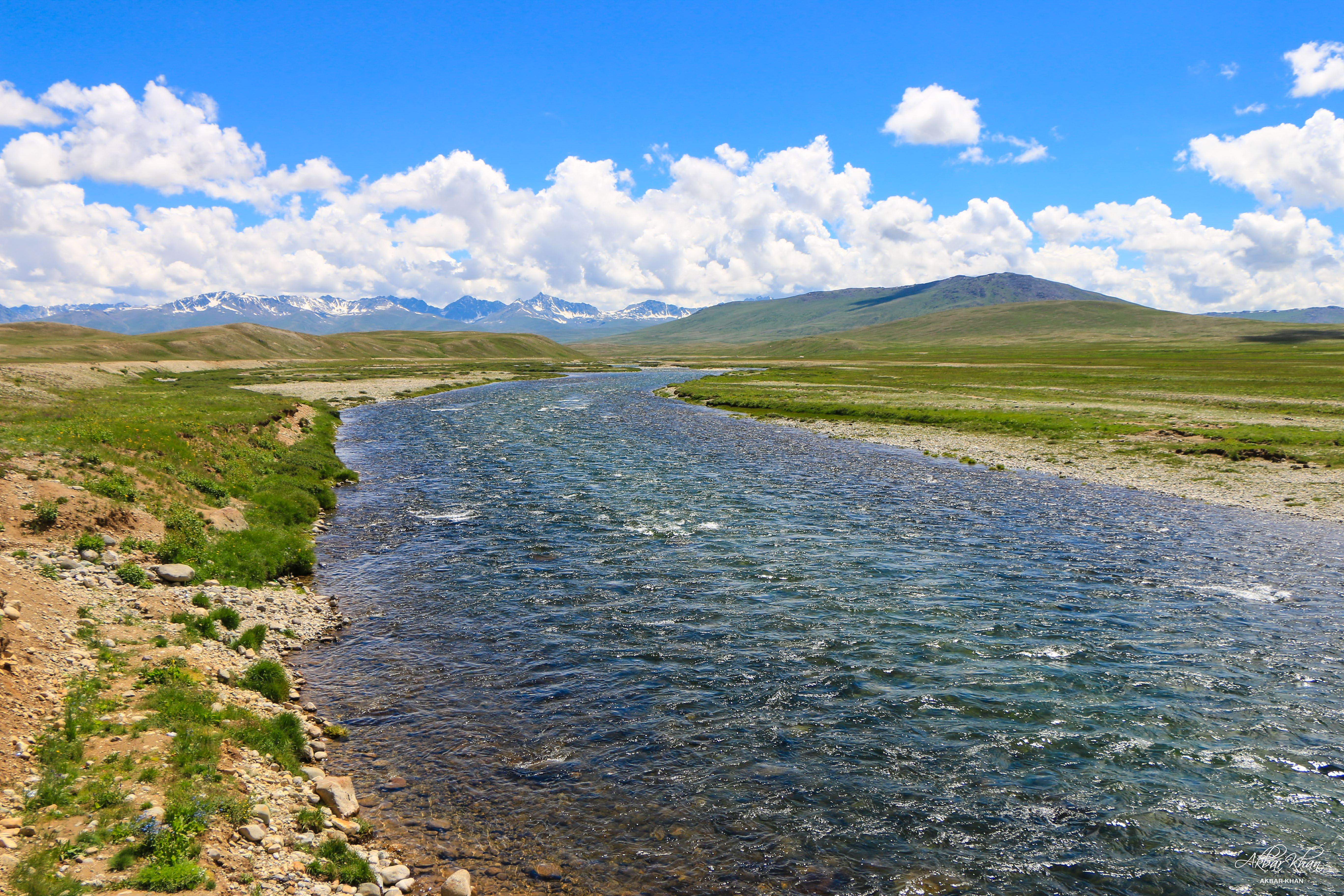
Bara Pani è il più grande dei fiumi che attraversano il parco nazionale di Deosai

Il parco nazionale di Deosai si trova tra la valle di Kharmang, il distretto di Astore e il distretto di Skardu nel Gilgit-Baltistan. Si trova ad un'altitudine media di 4114 m sul livello del mare, facendo del Deosai Plains il secondo altopiano più alto del mondo dopo l'altopiano tibetano di Qiangtang. Il parco protegge un'area di 3000 kmq. È ben noto per la sua ricca flora e fauna dell'area naturale della steppa alpina dell'altopiano del Karakoram-Tibet. In primavera, è coperto da una vasta gamma di fiori selvatici e da una grande varietà di farfalle.
Deosai è accessibile a nord dal distretto di Skardu, a sud-est dal distretto di Kharmang tramite la valle di Gultari e a ovest dal distretto di Astore. Si trova a circa 30 km dalla città di Skardu e da qui parte il percorso più breve per visitare il parco nazionale di Deosai. La maggior parte degli stranieri visita il parco da Skardu. Ci vuole un'ora per raggiungere la parte più alta del parco nazionale di Deosai passando da Sadpara Skardu. Un altro percorso è dalla valle di Astore passando da Chilim. È accessibile anche dalla valle di Shila. Gli abitanti di Galtari viaggiano attraverso il parco, ma solo un piccolo numero di persone vive qui. C'è un altro percorso chiamato Burgi la passando da Tsoq Kachura nella valle di Skardu.
I terreni di questa zona sono fortemente erosi, di natura più grezza e mescolati con ghiaia e pietre di vari materiali e dimensioni. Nelle zone pianeggianti tra le montagne, il suolo è profondo e caratterizzato da vegetazione palustre.

## Flora

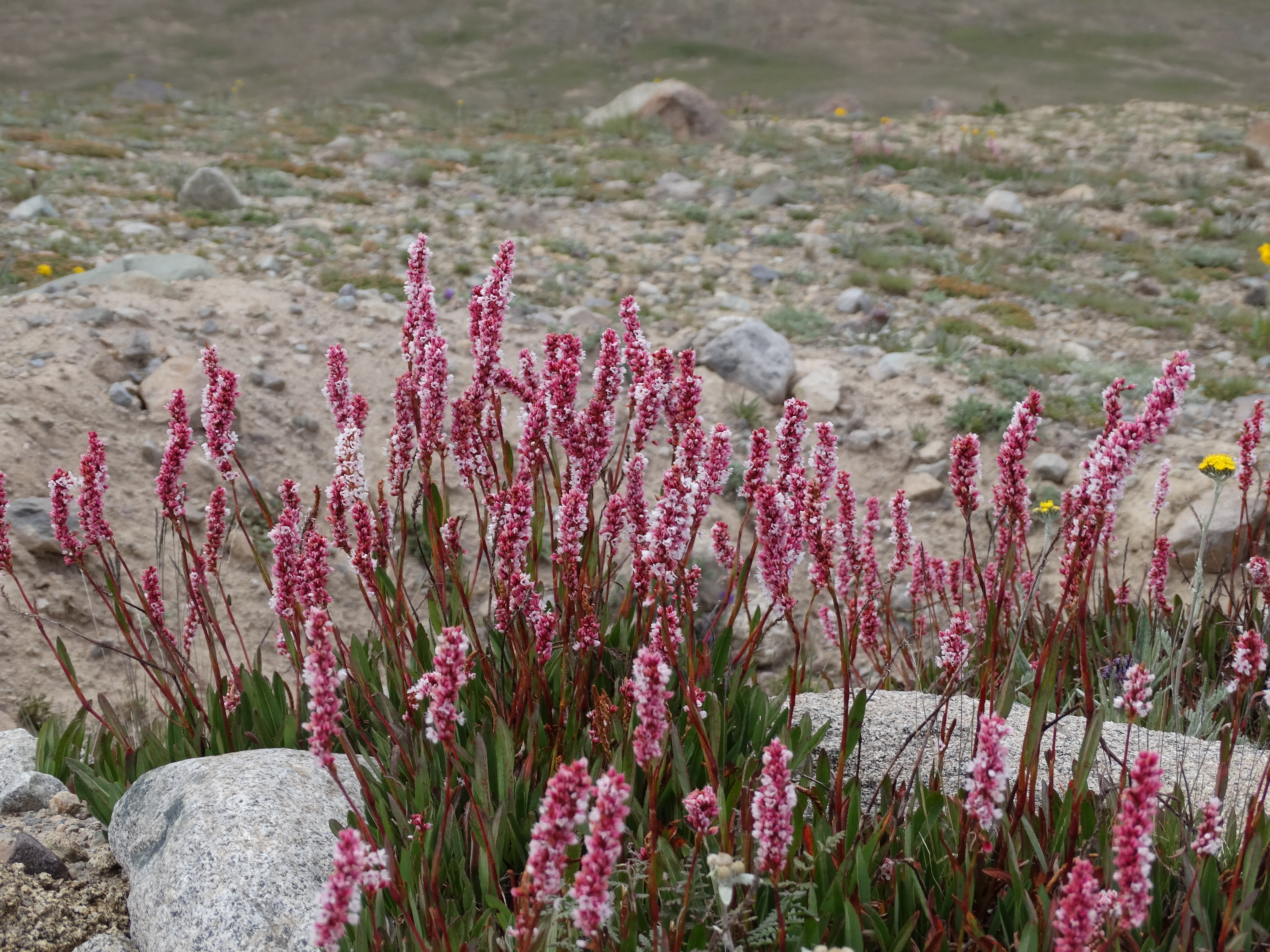
In pianura crescono diverse varietà di fiori selvatici

Nel parco si trovano le seguenti specie di piante:
Artemisia maritima, Polygonum affine, Thalictrum alpinum, Bromus oxyodon, Saxifraga flagellaris, Androsace mucronifolia, Aster flaccidus, Barbarea vulgaris, Elymus longiaristatus, Nepeta connata, Carex cruenta, Ranunculus laetus, Arenaria neelgherrensis, Astragalus leucophyllus, Persicaria amplexicaulis, Echinops niveus,  Dracocephalum nutans,  Chrysopogon gryllus e Dianthus crinitus. Sono state osservate anche alcune piante medicinali localmente famose: Thymus linearis (reetumburuk), Saussurea costus (kuth), Ephedra intermedia (say), Viola canescens (skora-mindoq), Dracocephalum nuristanicum (shamdun), utilizzate come terapie farmacologiche tradizionali.

## Fauna

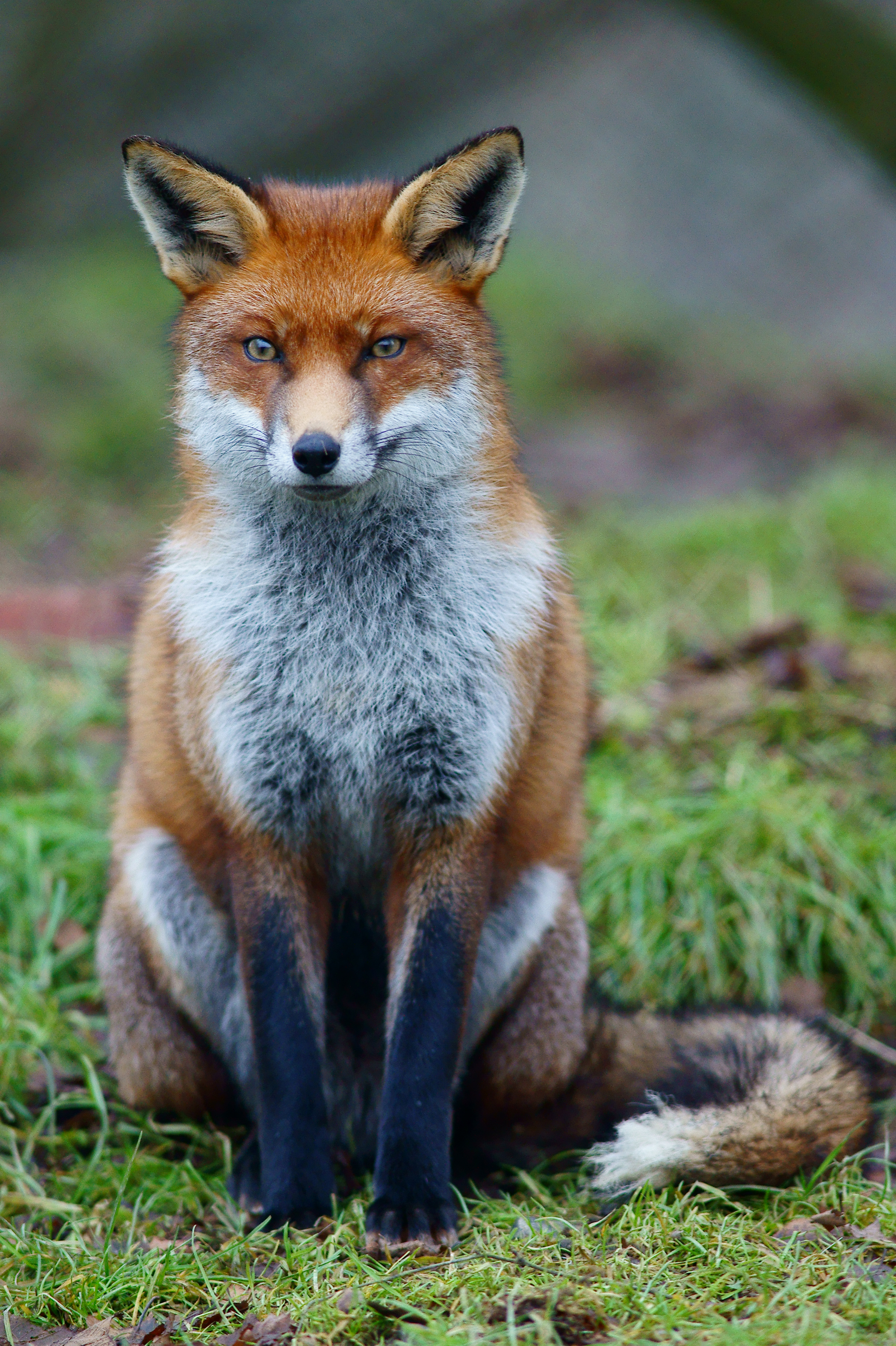
Volpe rossa

Il parco nazionale di Deosai è stato istituito nel 1993 per proteggere la sopravvivenza dell'orso bruno himalayano e del suo habitat. Dopo essere stato a lungo un'ambita preda per bracconieri e cacciatori, l'orso ha ora una speranza di sopravvivenza nel Deosai, dove il suo numero è passato da 19 esemplari nel 1993 a 40 nel 2005. Nell'ultimo decennio, il governo pakistano ha adottato alcune efficaci misure per la sopravvivenza dell'orso bruno nella regione. Nel 1993 è stato fondato l'Himalayan Wildlife Project con un notevole sostegno finanziario da parte di organizzazioni internazionali per l'ambiente.
Le pianure del Deosai ospitano anche lo stambecco asiatico, la volpe rossa, la marmotta dorata (localmente chiamata Phia), il lupo grigio, l'uriale del Ladakh, il leopardo delle nevi e oltre 124 uccelli stanziali e migratori. Gli uccelli del parco includono l'aquila reale, il gipeto, il grifone, il falco laggar, il falco pellegrino, il gheppio comune, lo sparviero euroasiatico e il tetraogallo.

## Riferimenti culturali

### Erodoto
Una ricerca dell'etnologo francese Michel Peissel sostiene che la storia delle "formiche cercatrici d'oro" riportata dallo storico greco Erodoto, vissuto nel V secolo a.C., è stata fondata sulla marmotta dell'Himalaya dell'altopiano del Deosai e sull'abitudine di tribù locali come i Brokpa di raccogliere la polvere d'oro scavata dalle loro tane.

### In televisione
Il parco nazionale di Deosai è apparso in:
- nell'episodio 5 (le "Montagne degli dei") della serie di documentari Terra della tigre vengono presentate le piante e gli animali di Deosai.
- nel Karakoram Heliski 2013 di Walkabout Films
- nel film documentario DEOSAI - L'ultimo santuario di Walkabout Films

Anche il cantante pakistano Ali Zafar sta lavorando ad un film che si svolge a Deosai.

## Galleria d’immagini

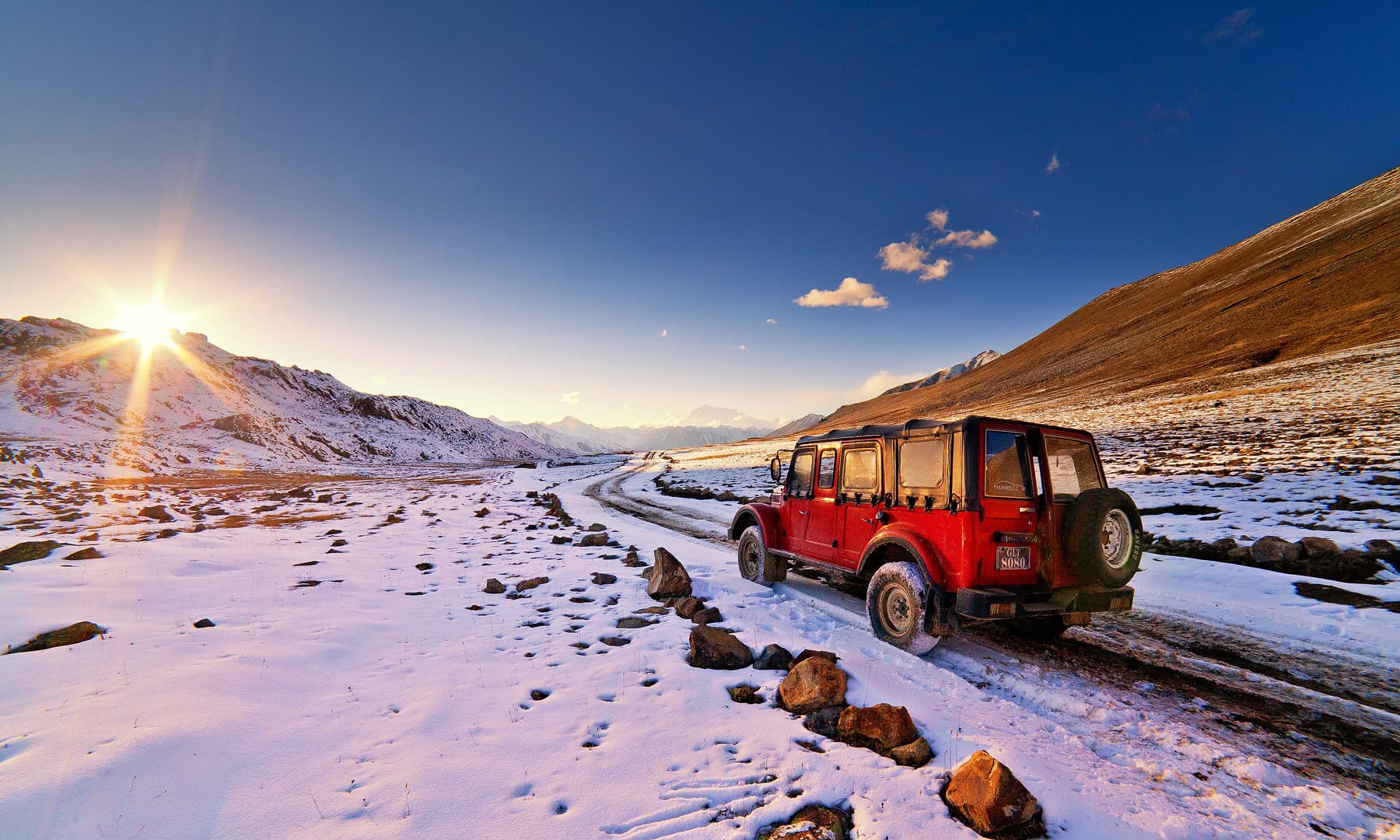
L'accesso al parco richiede generalmente l'utilizzo di veicoli 4x4
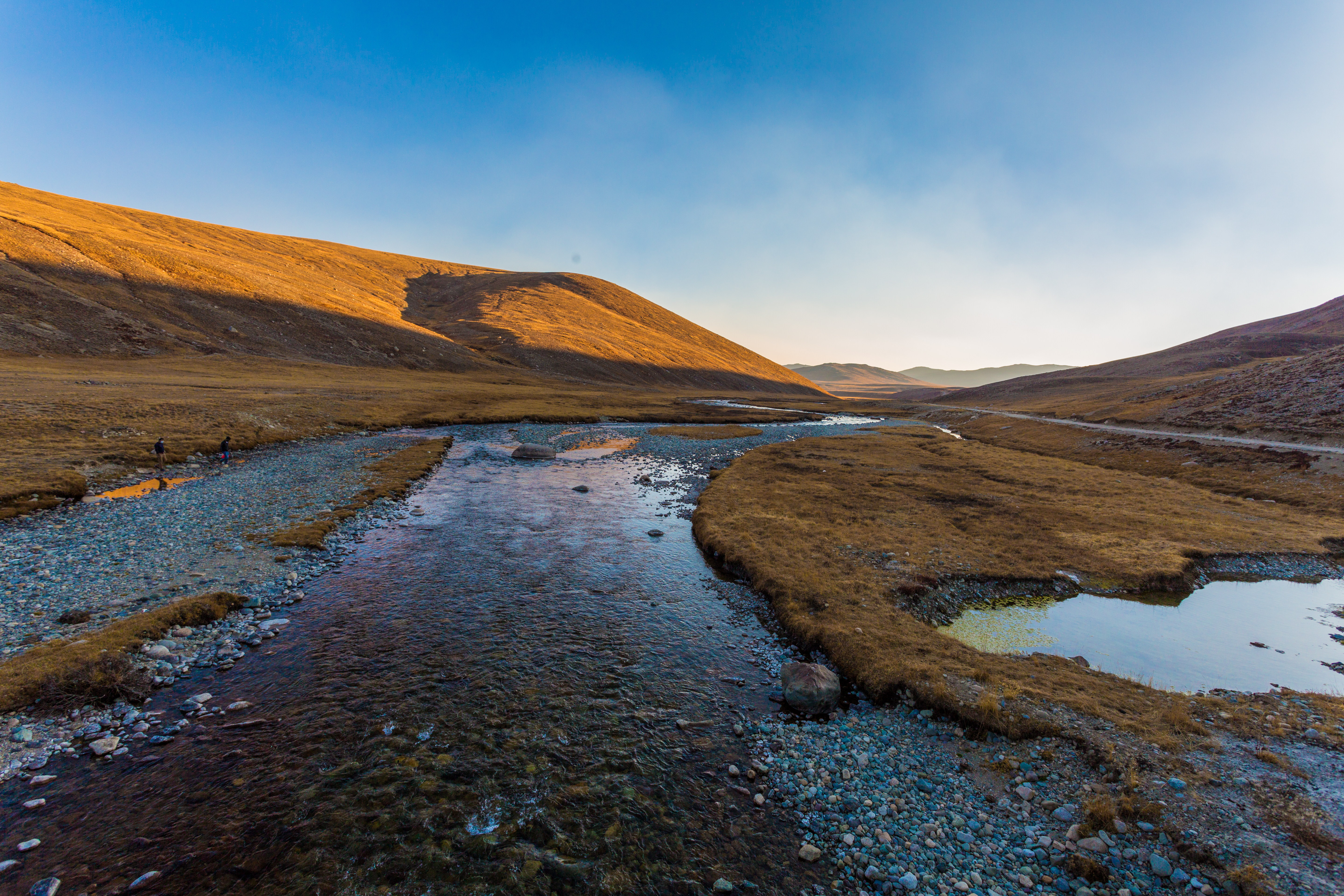
Il fiume Kala Pani del parco
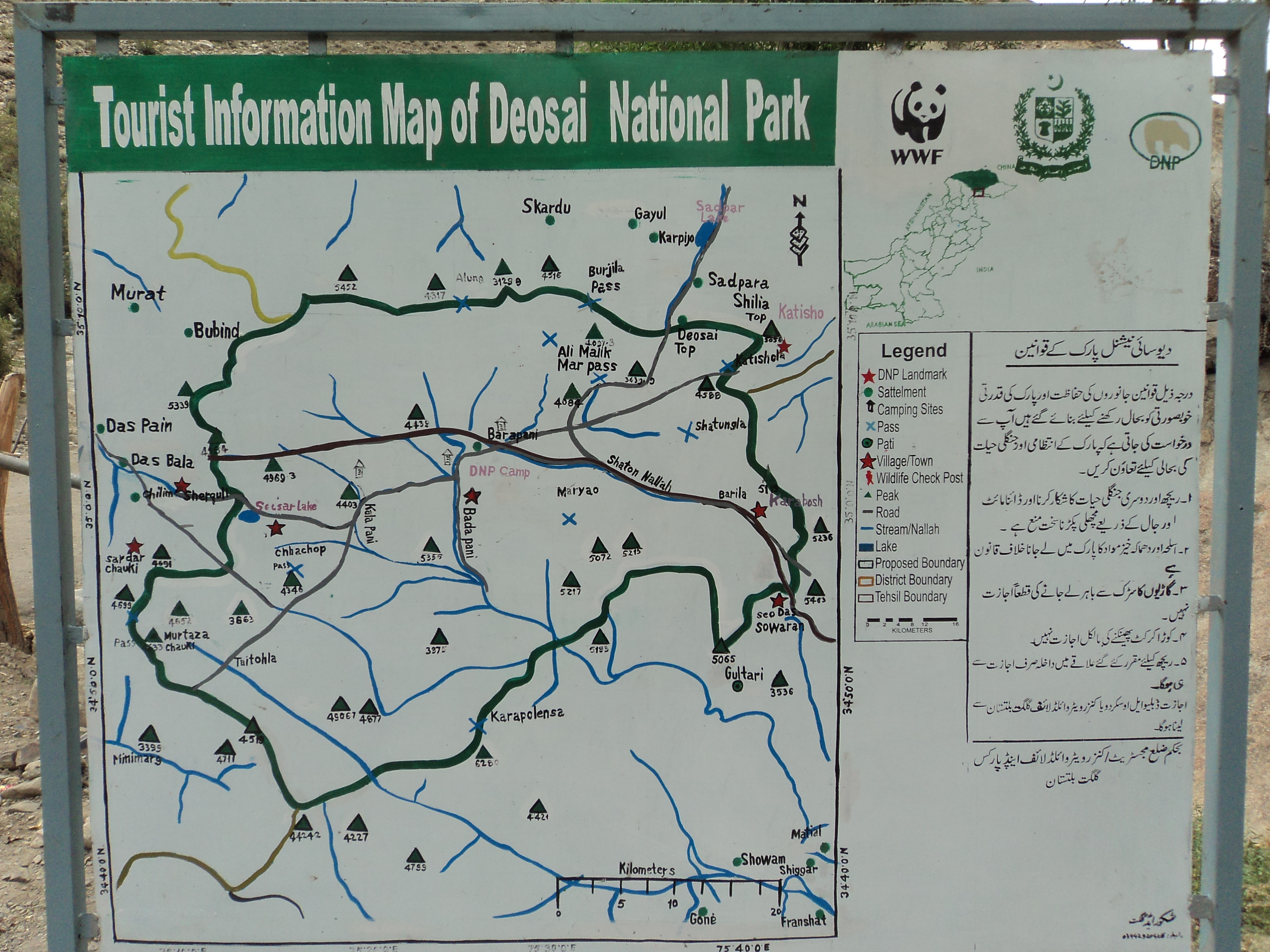
Mappa di informazioni turistiche
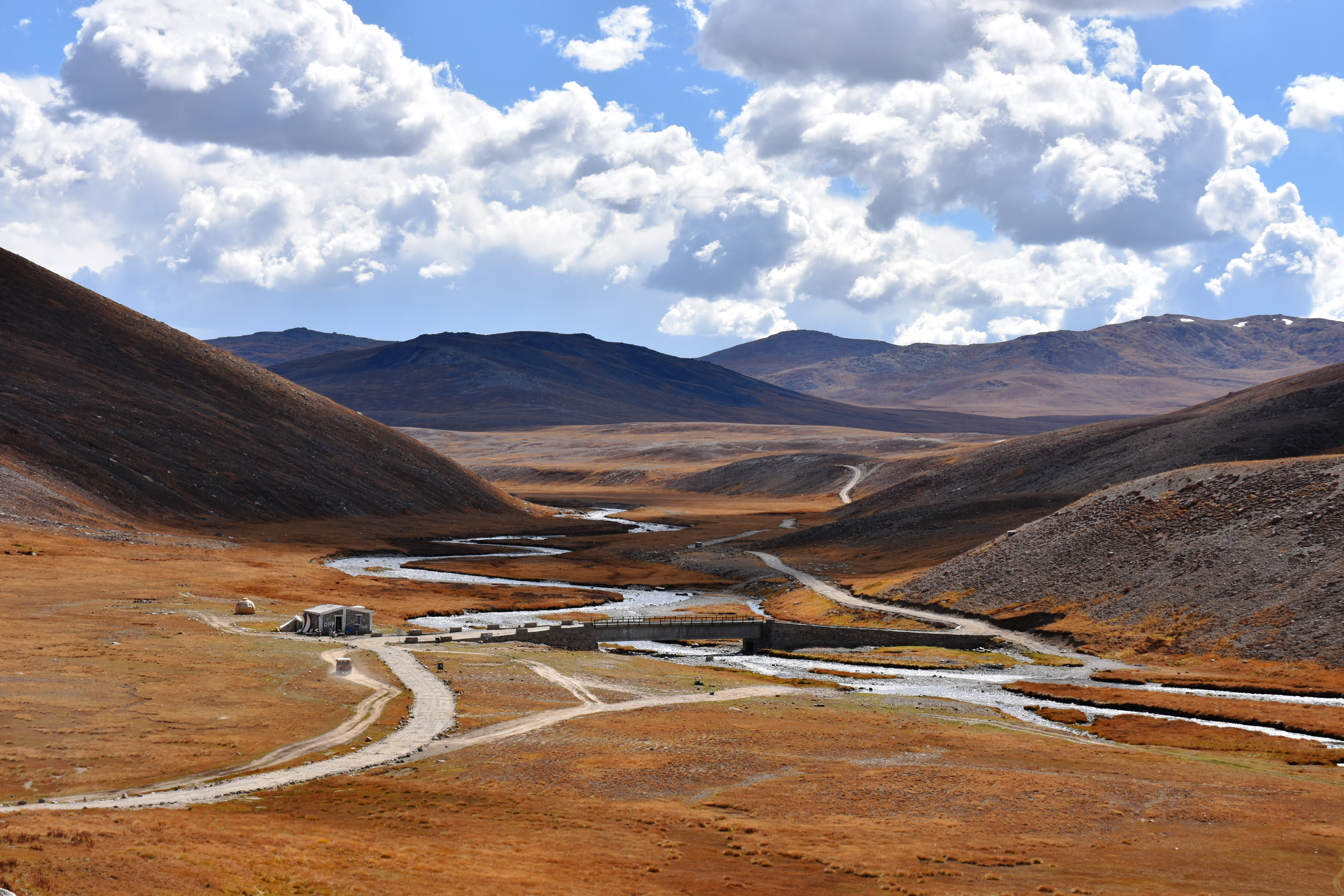
Vista dell'altopiano del parco nazionale di Doisai
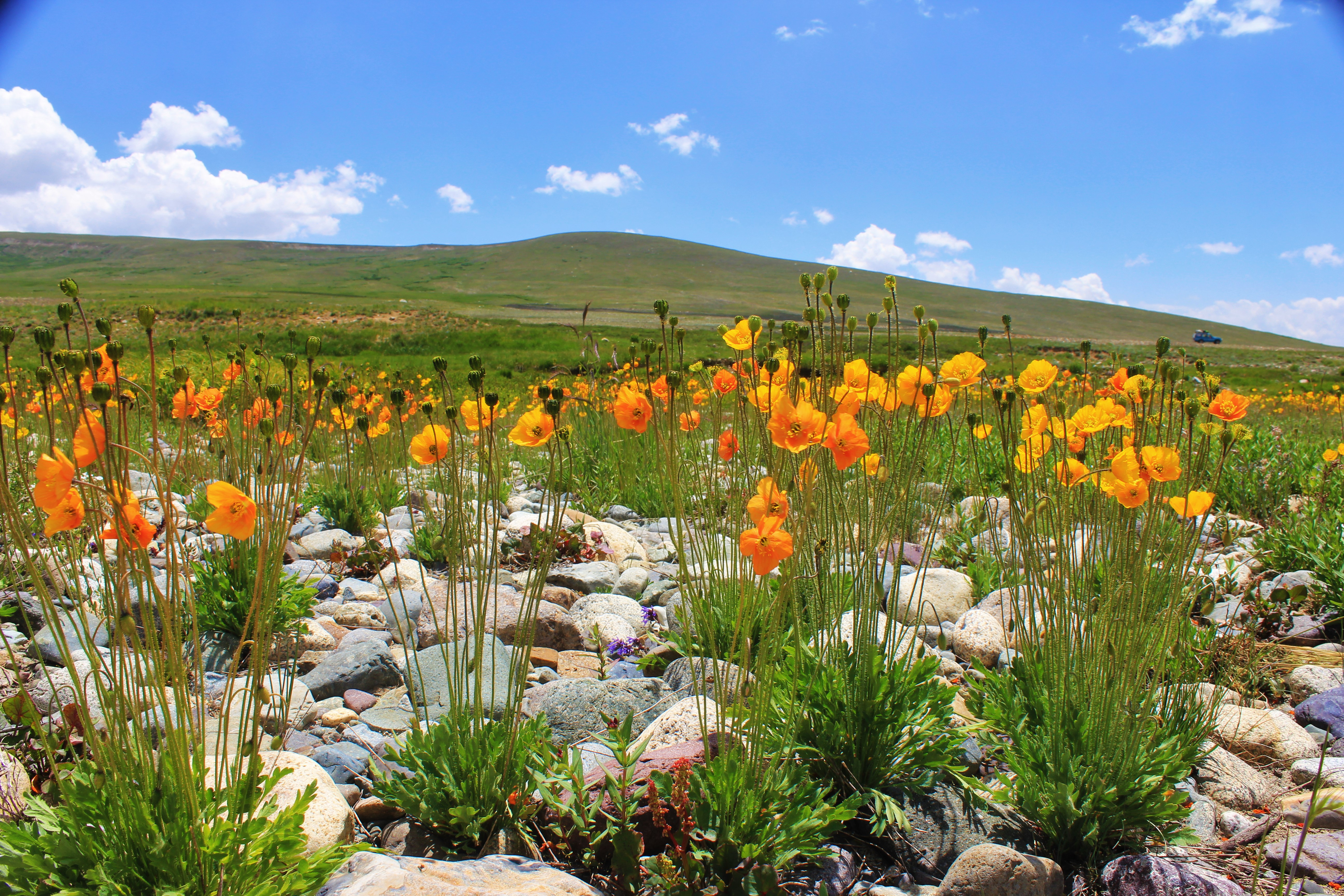
Fiori selvatici
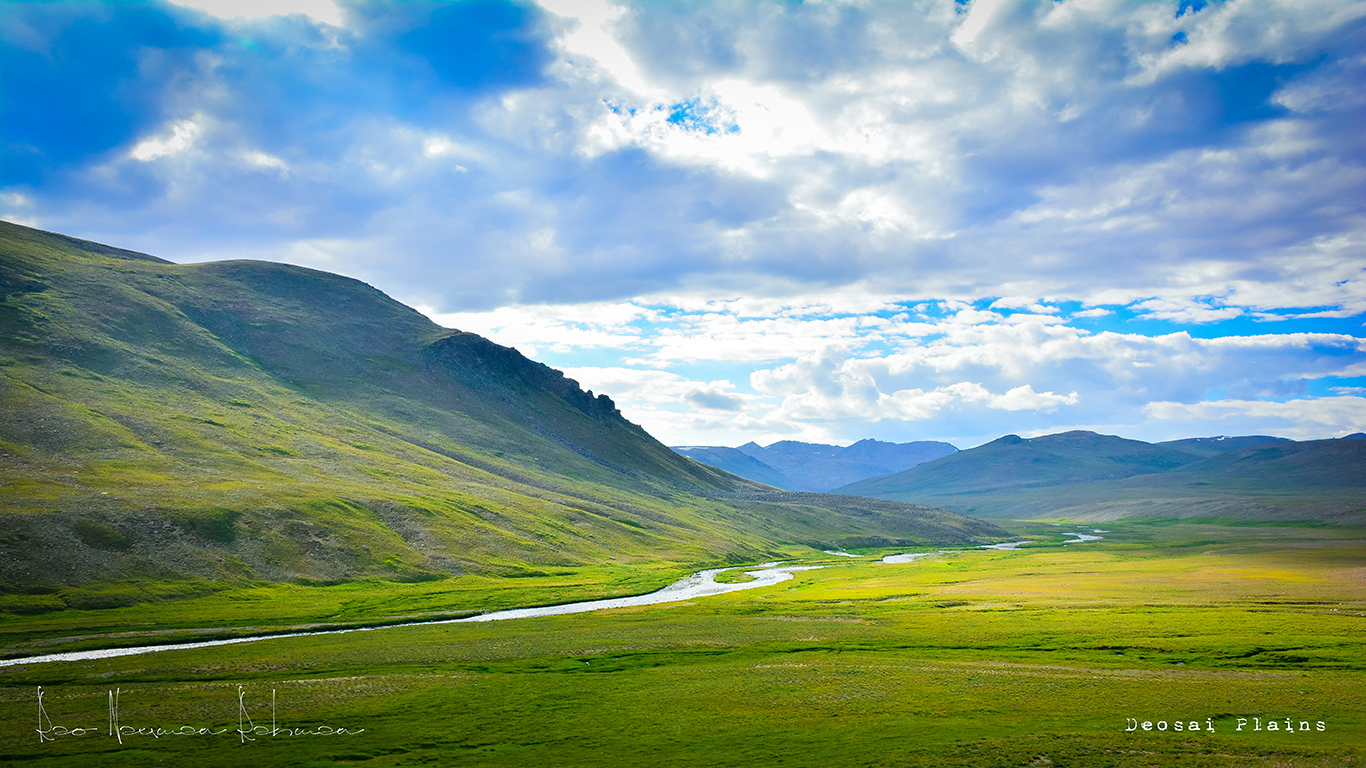
Vista dell'altopiano del parco nazionale di Doisai
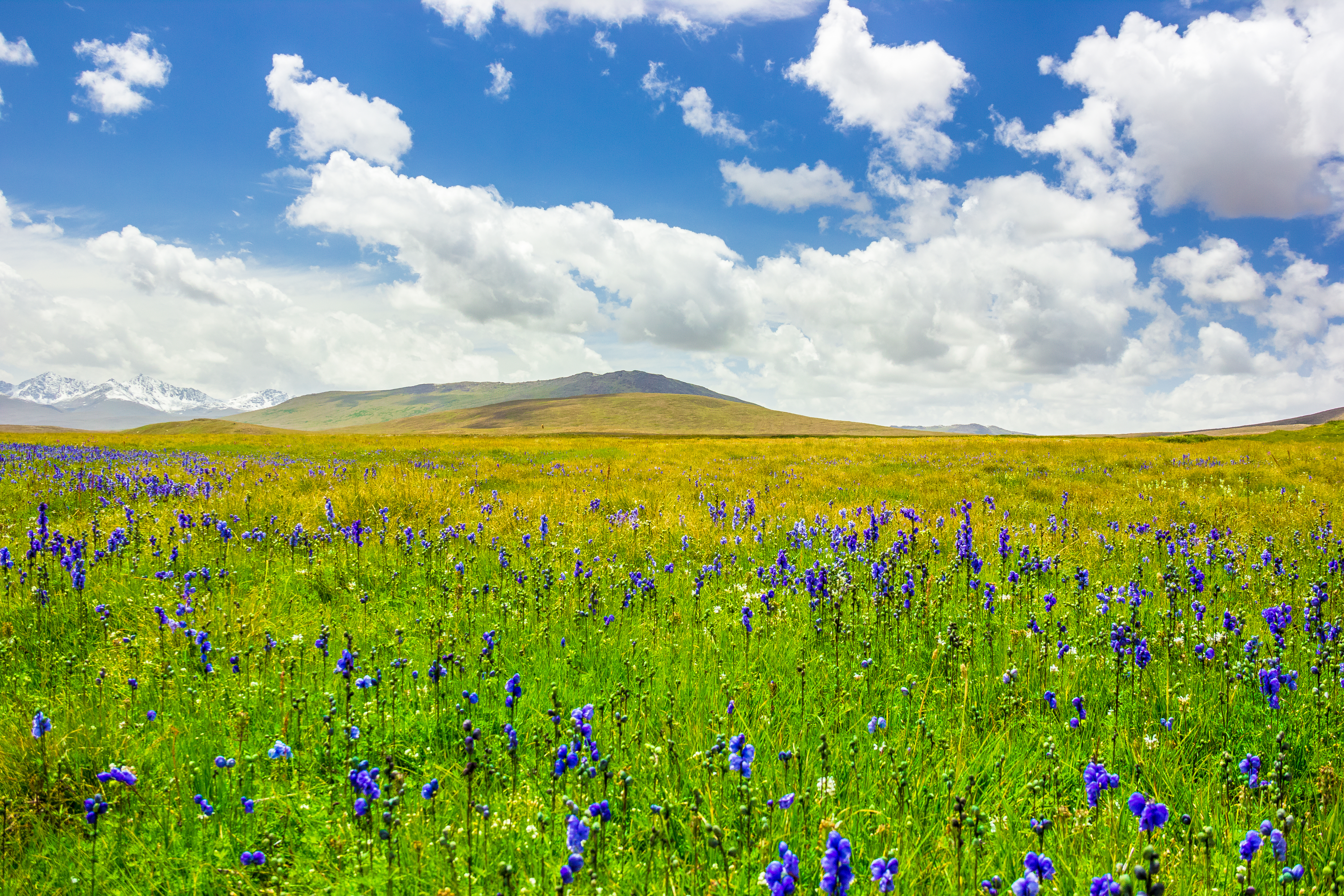
Alcuni dei fiori selvatici di Deosai fioriscono in agosto
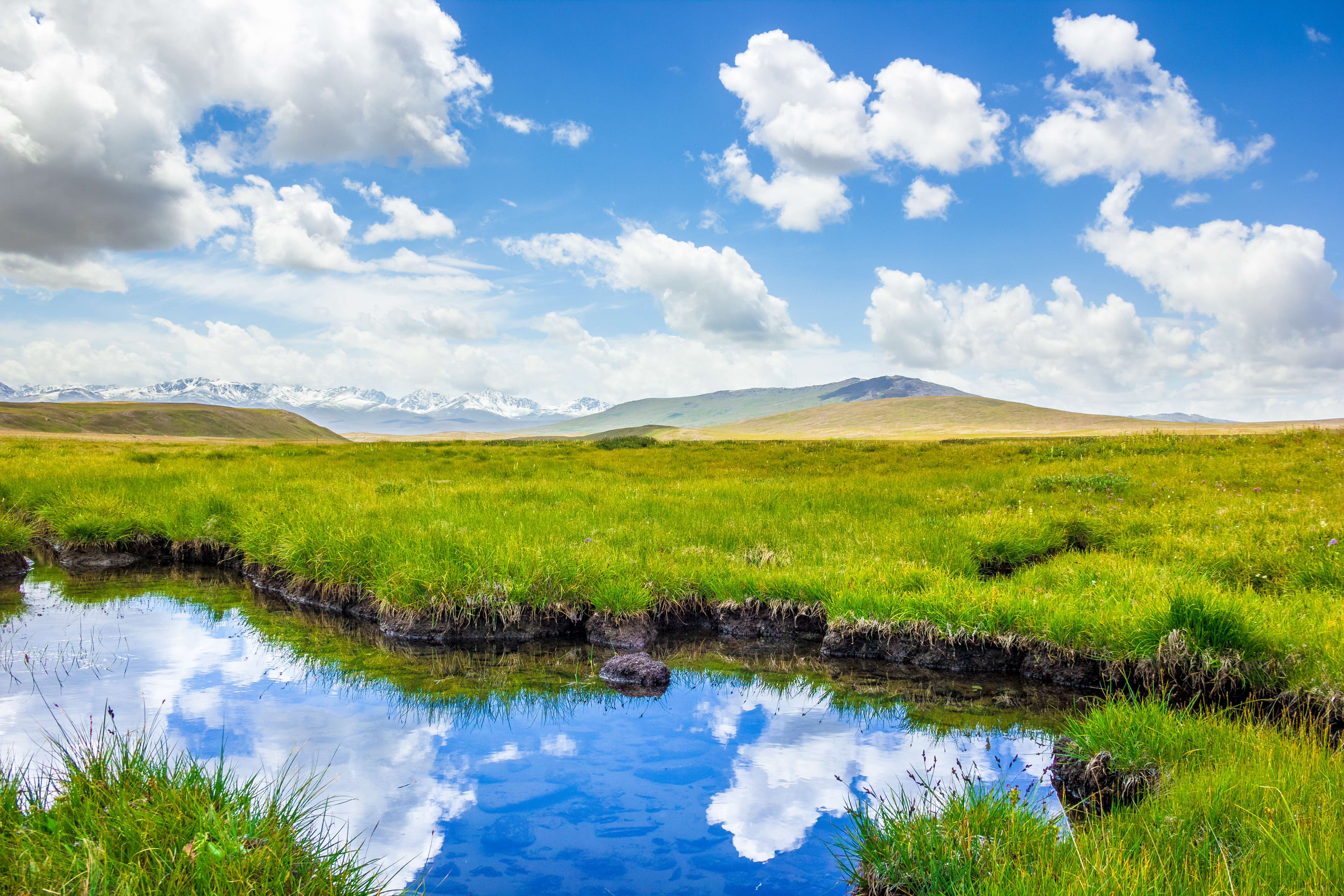
Parco nazionale di Deosai
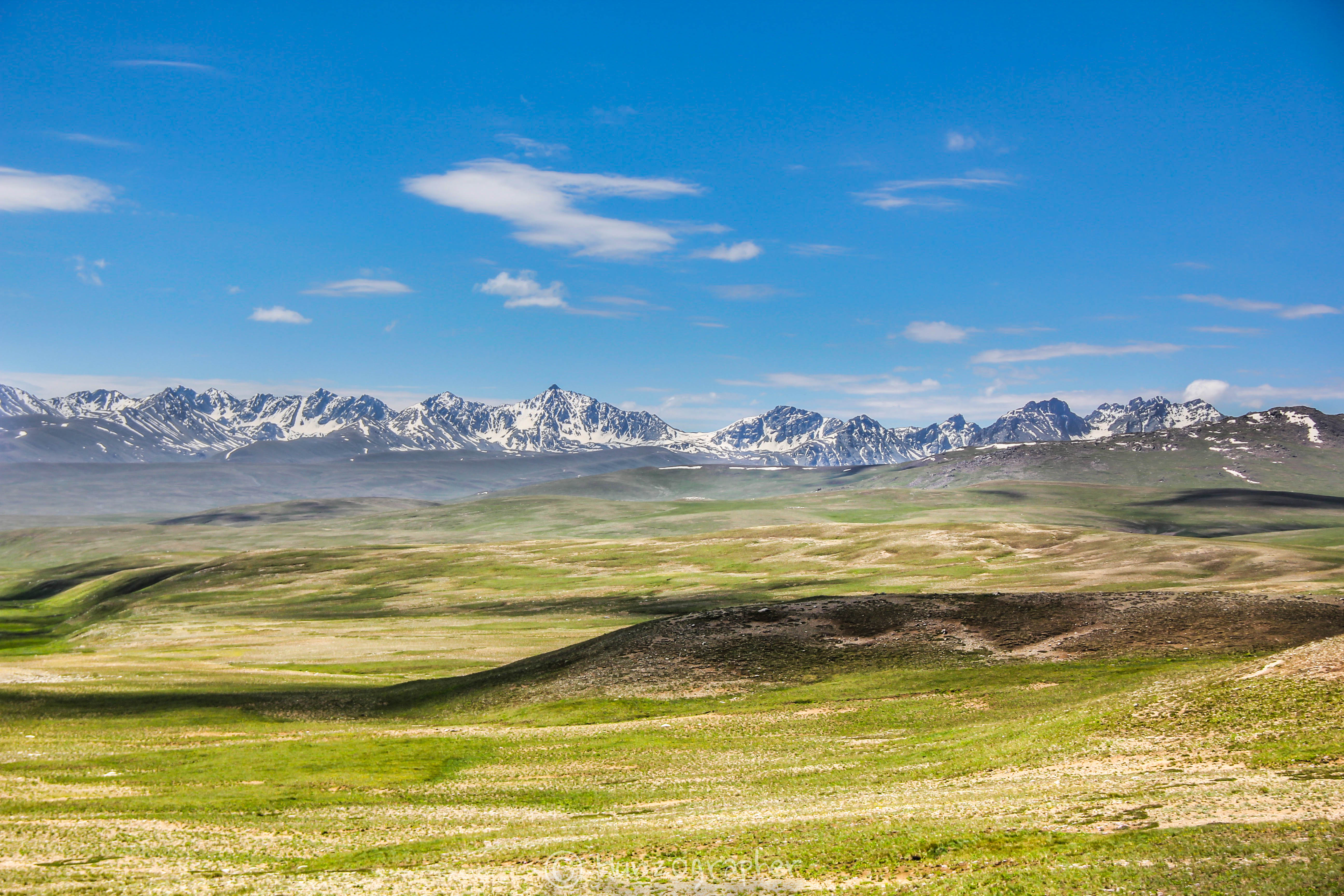
Parco nazionale di Deosai
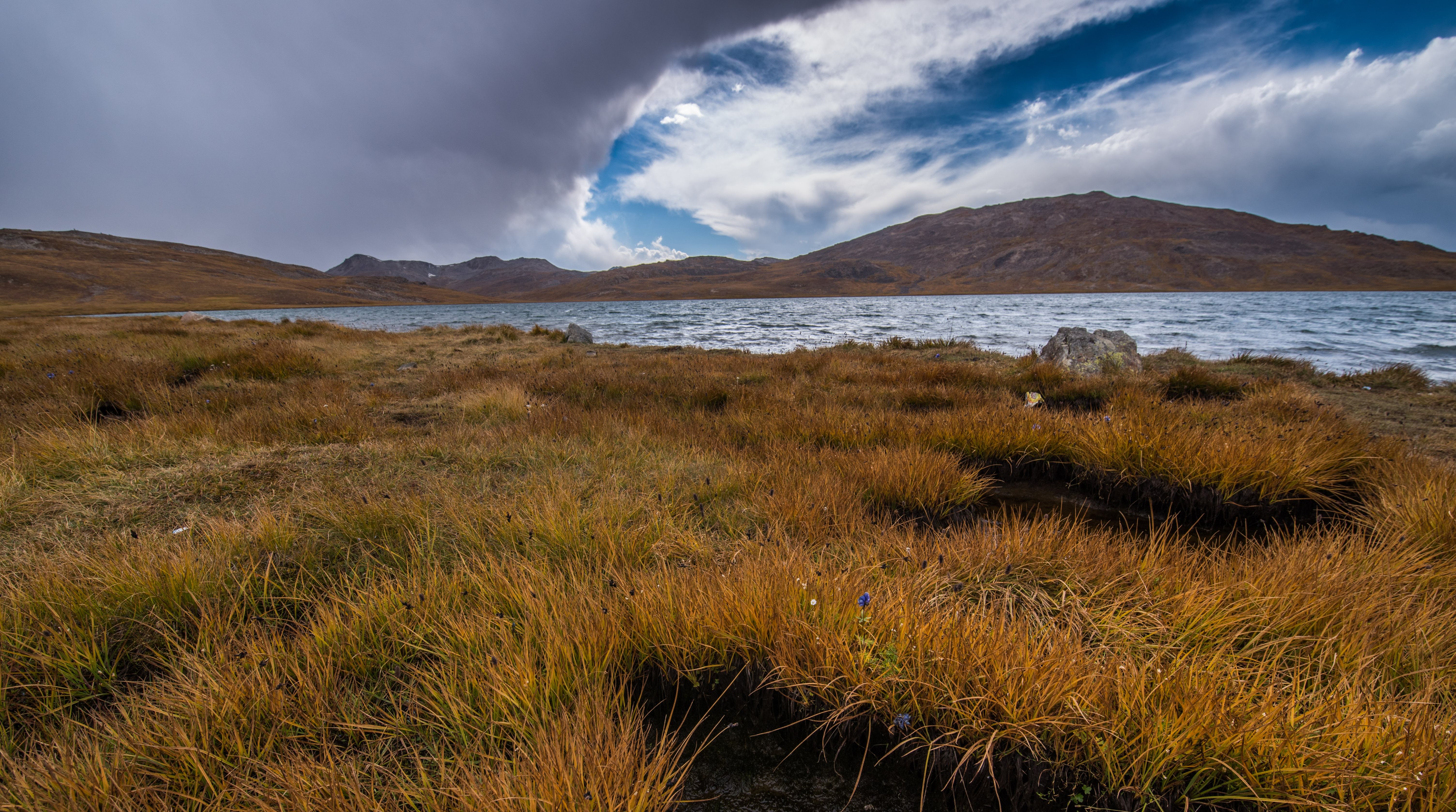
Lago Sheosar